# Besouro Mangangá
Manoel Henrique Pereira (Santo Amaro - Ba, 1895 — Santo Amaro - Ba, 1924), mais conhecido como Besouro Mangangá foi um capoeirista baiano que no início do século XX tornou-se o maior símbolo da capoeira baiana. Sua fama chegou ao nível nacional a partir dos anos 1930 e, com a expansão da capoeira para outros continentes, internacionalizou-se.

## História
Besouro Mangangá era filho de Maria José e João Matos Pereira, nascido em 1895, e foi assassinado no arraial de Maracangalha, local que foi imortalizado pelas letras de Dorival Caymmi, na Santa Casa de Misericórdia de Santo Amaro onde faleceu em 1924. Era natural do recôncavo baiano e viveu naquela região, em um período nas florescências dos canaviais em Santo Amaro, tinham importante papel no cenário produtivo, através dos saveiros pelo rio subaé levavam as mercadorias que iam e chegavam até o cais de Salvador.
Manoel Henrique que, desde cedo, aprendeu os segredos da capoeira com o Mestre Alípio no Trapiche de Baixo, foi batizado como Besouro Mangangá por causa da crença de muitos que diziam que quando ele entrava em alguma embrulhada e o número de inimigos era grande demais, sendo impossível vencê-los, então ele se transformava em besouro e saía voando.
Várias lendas surgiram em torno de Besouro para justificar de seus feitos, a principal atribui-lhe o “corpo fechado” e que balas e punhais não podiam feri-lo. Devido aos seus supostos poderes Besouro Mangangá tornou-se um personagem mitológico para os praticantes da capoeira, tendo sua identidade relacionada aos valentões, capadócios, bambas e malandros.
Especula-se que não gostava da polícia e que teria praticado de vários confrontos com as força policiais, às vezes levando vantagem nos embates, porém, segundo Antonio Liberac Cardoso Simões Pires: “Suas práticas não podem ser associadas ao banditismo, pois Besouro sempre se caracterizou como um trabalhador por toda sua vida, nunca sendo preso por roubo, furto ou atividade criminal comum. Suas prisões foram relacionadas às ações contra a polícia, principalmente no período em que esteve no exército”.
Algumas documentações históricas registram os confrontos entre Besouro Mangangá e a polícia, como o ocorrido em 1918, no qual Besouro teria se dirigido a uma delegacia policial no bairro de São Caetano, em Salvador, para recuperar um berimbau que pertencia ao seu grupo. Com a recusa do agente em devolver o objeto apreendido, Besouro partiu para o ataque com ajuda de alguns companheiros. Eles não conseguiram recuperar o berimbau desejado, pois foram vencidos pelos policiais, os quais receberam ajuda de um grupo de moradores locais:
Aos dez dias de setembro de mil novecentos e dezoito,
nesta capital do estado da Bahia (…) Argeu Cláudio de Souza,
com vinte e três anos de idade, solteiro, natural deste estado,
praça do primeiro batalhão da brigada policial (…)
foi interrogado pelo doutor delegado que lhe perguntou o seguinte:
como foi feita a agressão de que foi vítima no posto policial
de São Caetano? (…) Ali apareceu um indivíduo mal trajado,
e encostando-se a janela central do referido posto,
durante uns cinco minutos, em atitude de quem observava alguma coisa,
que decorrido este tempo, o dito indivíduo interpelando o respondente,
pediu-lhe um berimbau que se achava exposto juntamente com armas apreendidas….

## Estilo de luta
A capoeira praticada no recôncavo baiano no final do século XIX e início do século XX apresentava aspectos próprios, tinha em seus traços lúdicos a inserção de instrumentos de cordas - possivelmente houve a mescla entre a prática do samba e da capoeira - e nos treinamentos de luta envolvia técnicas em torno do uso de armas como a faca e a navalha; o chapéu era um importante elemento na defesa das investidas de mão armada.
Os praticantes de capoeira desse período desenvolveram uma técnica de ataque com faca e navalha que consistia no fato de o lutador amarrar sua arma e um elástico e treinar o ato de lançar a arma, ferir o adversário e retornar a mão novamente.

## Morte de Besouro
As circunstâncias de sua morte são contraditórias. Há versões que afirmam que Besouro morreu em um confronto com a polícia; outras, que foi traído, com um ataque de faca pelas costas. Esta última é muito cantada e transmitida oralmente na capoeira conta que um fazendeiro, conhecido por Dr. Zeca, após seu filho Memeu ter apanhado de Besouro, armou uma cilada. O fazendeiro tinha um amigo que era administrador da Usina de Maracangalha, de nome Baltazar. Besouro não sabia ler, então mandaram uma carta para Baltazar, pelo próprio Besouro, pedindo ao administrador que desse fim dele por lá mesmo. Baltazar recebeu a carta, leu, e disse a Besouro que aguardasse a resposta até o dia seguinte. Besouro passou a noite por lá; no outro dia foi buscar a resposta. Quando chegou na porta foi cercado por uns 40 homens, que o iam matar. As balas nada lhe fizeram; um homem o feriu a traição com uma faca de tucum (ou ticum), um tipo de madeira, tida como a única arma capaz de matar um homem de corpo fechado.
O atestado de óbito relata da seguinte forma:
Manoel Henrique, mulato escuro, solteiro, 29 anos, natural de Urupy,
residente na Usina Maracangalha, profissão vaqueiro, entrou no dia 8
de julho de 1924 às 10 e meia horas do dia, falecendo às sete horas da noite,
de um ferimento perfuro-inciso do abdômen.

## Filme
Uma adaptação cinematográfica da história de Besouro, dirigida por João Daniel Tikhomiroff, estreou no Brasil no dia 30 de outubro de 2009. Besouro foi interpretado por Ailton Carmo. O trailer foi o de maior sucesso do cinema brasileiro no ano.[carece de fontes?]